# Мстинский район
Мстинский район — административно-территориальная единица в составе Ленинградской и Новгородской областей РСФСР с центром в селе Бронница и пгт Пролетарий, существовавшая в 1927—1932 и 1941—1963 годах.
Бронницкий район в составе Новгородского округа Ленинградской области был образован в августе 1927 года из 11 сельсоветов Бронницкой волости, 11 с/с Зайцевской волости (обе волости входили в Новгородский уезд Новгородской губернии) и 2 с/с Дубровской волости Старорусского уезда.
Всего в октябре 1927 года в районе было 24 с/с: Белогорский, Большедорский, Бронницкий, Веркаский, Винский, Горский, Гостецкий, Добростский,Жихновский, Зайцевский, Каменский, Красностанский, Любитовский, Мытненский, Наволокский, Новоселицкий, Подборовский, Прилукский, Сытинский, Славытинский, Сопкинский, Холынский, Хотольский, Эстьянский.
В ноябре 1928 года Горский с/с был переименован в Кушеверский, Любитовский — в Бараниховский, Сытинский — в Замленский. Одновременно были упразднены Белогорский, Жихновский, Каменский, Сопкинский и Эстьянский с/с. В декабре того же года Винский с/с был передан в Крестецкий район. В январе 1931 года был образован Пролетарский поселковый совет.
Постановлением президиума Ленинградского облисполкома от 11 марта 1931 года Бронница была переименована в село Мста, а район в Мстинский, ВЦИК это постановление не утверждалось и по постановлению Президиума ВЦИК от 1 января 1932 года район был упразднён, а его территория передана в Новгородский и Крестецкий районы, а у Бронницы осталось историческое название.
Указом Президиума Верховного Совета РСФСР от 11 марта 1941 года в Ленинградской области был образован Мстинский район. В него вошли Бараниховский, Большедорский, Веркасский, Гостецкий, Замленский, Красностанский, Мстинский, Мытненский (Мытнинский), Наволокский, Новоселицкий, Подборовский, Прилукский, Славытский, Холынский с/с Новгородского района и Добростский, Зайцевский, Кушеверский, Хотольский с/с Крестецкого района. Центром района был назначен пгт Пролетарий.
5 июля 1944 года Мстинский район вошёл в состав Новгородской области.
В июне 1954 года были упразднены Бараниховский, Замленский, Кушеверский, Наволокский, Подборовский, Прилукский, Славытский и Хотольский с/с. В апреле 1960 года упразднён Мытненский с/с.
1 февраля 1963 года Мстинский район был в полном составе присоединён к Новгородскому району.